# Carabiniere (destroyer, 1938)
Pour les articles homonymes, voir Carabiniere (destroyer).
Le Carabiniere (fanion « CB ») était un destroyer italien de la classe Soldati lancé en 1938 pour la Marine royale italienne (en italien : Regia Marina).

## Conception et description
Les destroyers de la classe Soldati étaient des versions légèrement améliorées de la classe précédente Oriani. Ils avaient une longueur entre perpendiculaires de 101,6 mètres et une longueur hors tout de 106,7 mètres. Les navires avaient une largeur de 10,15 mètres  et un tirant d'eau moyen de 3,15 mètres et de 4,3 mètres à pleine charge. Les Soldatis déplaçaient 1 830-1 850 tonnes métriques à charge normale, et 2 450-2 550 tonnes métriques à pleine charge. Leur effectif en temps de guerre était de 206 officiers et hommes de troupe.
Le Carabiniere était propulsé par deux turbines à vapeur à engrenages Belluzzo/Parsons, chacune entraînant un arbre d'hélice à l'aide de la vapeur fournie par trois chaudières Yarrow. Conçus pour une puissance maximale de 48 000 chevaux-vapeur (36 000 kW) et une vitesse de 34-35 nœuds (63–65 km/h) en service, les navires de la classe Soldati ont atteint des vitesses de 39-40 nœuds (72–74 km/h) pendant leurs essais en mer alors qu'ils étaient légèrement chargés. Ils transportaient suffisamment de fuel pour avoir une autonomie de 2 340 milles nautiques (4 330 km) à une vitesse de 14 nœuds (26 km/h) et de 682 milles nautiques (1 263 km) à une vitesse de 34 nœuds (63 km/h).
La batterie principale du Carabiniere était composée de quatre canons de 120 millimètres de calibre 50 dans deux tourelles jumelées, une à l'avant et une à l'arrière de la superstructure. Sur une plate-forme au milieu du navire se trouvait un canon à obus en étoile de 120 millimètres de 15 calibres. La défense antiaérienne des "Soldati" était assurée par huit canons Breda modèle 1935 de 20 millimètres. Les navires étaient équipés de six tubes lance-torpilles de 533 millimètres dans deux supports triples au milieu du navire. Bien qu'ils ne soient pas dotés d'un système de sonar pour la lutte anti-sous-marine, ils sont équipés d'une paire de lanceurs de grenades sous-marines. Les navires pouvaient transporter 48 mines.

## Construction et mise en service
Le Carabiniere est construit par le chantier naval Cantieri Navali Riuniti, basée à Riva Trigoso, frazione de Gênes en Italie, et mis sur cale le 1er février 1937. Il est lancé le 23 juillet 1938 et est achevé et mis en service le 20 décembre 1938. Il est commissionné le même jour dans la Regia Marina.

## Histoire du service

### Les premières années et la Seconde Guerre mondiale

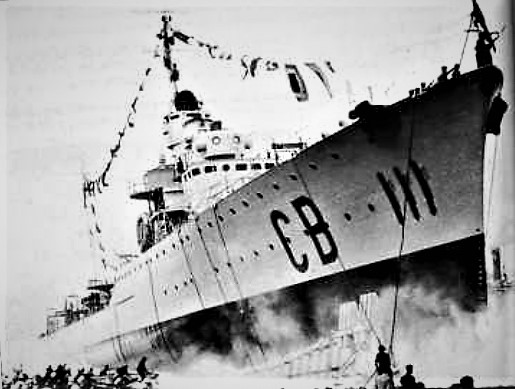
Lancement du Carabiniere en 1938

Les essais en mer ont duré de décembre 1938 à janvier 1939 [4].
Au début de la Seconde Guerre mondiale, le Carabiniere est le chef d'escadron du XIIe escadron de destroyers, qui comprend les jumeaux Lanciere, Ascari et Corazziere. Le commandant du navire est le capitaine de frégate (capitano di fregata) Alberto Battaglia.
Le 11 juin, il est envoyé en patrouille dans le canal de Sicile avec le reste de la XIIe escadron de destroyers, le XIe escadron de destroyers (Artigliere, Aviere, Geniere, Camicia Nera), la IIIe division (croiseurs lourds Trento, Pola, Bolzano') et la VIIe division (croiseurs légers Attendolo et Duca D'Aosta).
Le 7 juillet, à 18h40, le Carabiniere quitte Augusta avec les unités de section et le croiseur lourd Pola, rejoignant ensuite le reste de la IIe Escadre navale ( Ire, IIe, IIIe et VIIe division de croiseurs pour un total de 10 unités et IXe, Xe, XIe et XIIIe escadron de destroyers) qui, après avoir agi comme force de soutien à une opération de convoi pour la Libye, rejoint la Ire escadre et participe à la bataille de Punta Stilo du 9 juillet. Lors de la retraite de la flotte italienne dans cette bataille, le XIIe escadron est envoyé, avec les autres, à la contre-attaque à la torpille; le Carabiniere  est la seule unité de son escadron à ne pas lancer une seule torpille,,.
Dans la soirée du 5 octobre, il appareille de Tarente pour escorter deux transports (opération "CV") vers la Libye, avec les trois navires du XIIe escadron, mais il rentre au port après avoir aperçu des cuirassés britanniques. En début d'après-midi du 26 novembre, il quitte Messine avec les destroyers Lanciere et Ascari et la IIIe division (croiseurs lourds Trento, Trieste et Bolzano), rejoignant ensuite le reste de l'escadre italienne qui participe à la peu concluante bataille du Cap Teulada. Au cours de cette bataille, entre 12h35 et 12h41 du 27 novembre, le Lanciere est immobilisé par trois obus de 152 mm du croiseur britannique HMS Southampton (83); le Carabiniere assiste le Ascari qui prend en remorque le navire endommagé, et qui est remorqué au ralenti jusqu'à Cagliari avec l'escorte de la IIIe division,.
Le 9 janvier 1941, il bombarde, avec les destroyers Ascari, Folgore et Fulmine, les positions grecques à Porto Palermo et Pinkerion,.
Le 25 janvier, il effectue un autre raid de bombardement sur Pinkerasi (Grèce) avec le Ascari et le Corazziere.
Le 8 février 1941, il appareille de Messine avec le Corazziere et la IIIe division de croiseurs (Trento, Trieste, Bolzano, une formation qui rejoindra plus tard les cuirassés Vittorio Veneto, Cesare et Doria et les  Xe escadron de destroyers (Maestrale, Grecale, Libeccio, Scirocco) et XIIIe escadron de destroyers (Fuciliere, Granatiere, Bersagliere, Alpino) pour intercepter la formation britannique qui se dirigeait vers Gênes pour bombarder cette ville, mais n'a pas réussi à empêcher le bombardement ou à localiser les navires britanniques,.
Du 12 au 13 mars, il sert d'escorte indirecte, avec le Corazziere, le Aviere, le torpilleur Dezza et les croiseurs Trento, Trieste et Bolzano, à un convoi (transports de troupes Conte Rosso, Marco Polo et Victoria, destroyers Folgore, Camicia Nera et Geniere) en route de Naples-Tripoli.
À 5h30 le 26 mars 1941, il quitte Messine avec le Corazziere, le Ascari et la IIIe division de croiseurs (Trento, Trieste, Bolzano) qui, avec diverses autres unités - le cuirassé Vittorio Veneto, les Ire division de croiseurs (Zara, Pola, Fiume) et VIIIe division de croiseurs (Garibaldi et Duca degli Abruzzi), les IXe escadron de destroyers (Alfieri, Oriani, Gioberti, Carducci), XIIIe escadron de destroyers (Granatiere, Bersagliere, Fuciliere, Alpino), XVIe escadron de destroyers (da Recco, Pessagno) - destinés à participer à l'opération "Gaudo", aboutit ensuite à la désastreuse bataille du Cap Matapan, conclue par la perte de toute la Ire division et des destroyers Alfieri et Carducci. Au cours de cette bataille, les navires du XIIe escadron participent à la bataille de Gaudo puis escortent les croiseurs de la IIIe division pendant la retraite italienne, les défendant avec leurs propres tirs anti-aériens,.
Le 30 avril 1941, il fait partie de l'escorte indirecte (avec les croiseurs lourds Trieste et Bolzano, le croiseur léger Eugenio di Savoia et les destroyers Gioberti et Ascari) d'un convoi formé par les transports Birmania, Marburg, Reichenfels, Rialto et Kybfels naviguant d'Augusta et Messine vers la Libye chargés de fournitures pour l'Afrika Korps (l'escorte directe était constituée par les destroyers Euro et Fulmine et par les torpilleurs Castore, Procione et Orione). Bien qu'attaqué par des avions et des sous-marins le 1er mai, le convoi n'est pas endommagé.
Le 25 juin, il quitte Messine et rejoint l'escorte indirecte, formée par les croiseurs Trieste et Gorizia et les destroyers Corazziere et Ascari, d'un convoi formé par les transports de troupes Esperia, Marco Polo, Neptunia et Oceania escortés par les destroyers Aviere, Gioberti, Geniere et da Noli sur la route Naples-Tripoli : Après une escale à Tarente le 27, les navires atteignent leur destination le 29 juin malgré quelques attaques aériennes (qui ont causé de légers dommages au Esperia).
Du 16 au 18 juillet, il fournit une escorte indirecte, avec les croiseurs Trieste et Gorizia et les destroyers Corazziere et Ascari, à un convoi composé des transports de troupes Marco Polo, Neptunia et Oceania en navigation, avec une escorte des destroyers Aviere, Gioberti, Geniere et da Noli et du torpilleur Centauro, sur la route Tarente-Tripoli. Tous les navires sont arrivés à destination sains et saufs, évitant également une attaque du sous-marin HMS Unbeaten (N93) dirigée contre le Oceania.
Le 23 septembre, il pose un champ de mines au sud-est de Malte avec les trois unités du XIIe escadron, escortées par le Aviere et le Camicia Nera
Le 24 septembre, il appareille de Palerme avec les croiseurs légers Duca degli Abruzzi et Attendolo, la IIIe division (croiseurs lourds Trento, Trieste et Gorizia), le reste du XIIe escadron et le Xe escadron de destroyers (Maestrale, Grecale et Scirocco) pour intercepter un convoi britannique, sans succès.
Le 21 octobre, il est éperonné par le vapeur Monte Maggiore dans le port de Messine, causant des dommages au franc-bord, qui est cependant réparé en peu de temps.
À 8h10 le 21 novembre 1941, il quitte Naples en compagnie du Camicia Nera, du Aviere, du Corazziere et du Geniere et des croiseurs Garibaldi et Duca degli Abruzzi pour servir d'escorte indirecte à deux convois vers la Libye. L'opération échoue à cause des attaques aériennes et sous-marines (qui endommagent sérieusement le Duca degli Abruzzi et le croiseur lourd Trieste). Le Carabiniere escorte le Duca degli Abruzzi dans le voyage de retour vers Messine. Le 22, ayant atteint le convoi sicilien, il continue vers Reggio avec le Corazziere et le destroyer Turbine.
Le 13 décembre, il quitte Tarente avec les destroyers Corazziere et Geniere pour rejoindre la force de couverture de l'opération "M 41" (trois convois vers la Libye composés de 6 navires marchands, 5 destroyers et un torpilleur), qui, cependant, est ravagée par des attaques de sous-marins, qui coulent deux transports (le Fabio Filzi et le Carlo del Greco) et endommagent sérieusement le cuirassé Vittorio Veneto ; le Carabiniere est détaché pour escorter le Vittorio Veneto jusqu'à Tarente, avec les destroyers Vivaldi, Da Noli, Aviere, Geniere et Camicia Nera et les torpilleurs Lince et Aretusa.
Les 16 et 17 décembre 1941, il participe à l'opération de trafic pour la Libye "M 42" en tant que membre de l'escorte éloignée et à la première bataille de Syrte qui n'est pas concluante,,.
À la suite de la dissolution du XIIe escadron de destroyers, il est transféré au XIIIe escadron de destroyers.
À 18h50 du 3 janvier 1942, il appareille de Tarente avec les destroyers Ascari, Alpino, Aviere, Pigafetta, Geniere, da Noli et Camicia Nera, les croiseurs lourds Trento et Gorizia et les cuirassés Littorio, Cesare et Doria pour escorter indirectement l'opération "M 43" (trois convois vers la Libye avec un total de 6 marchands, 6 destroyers et 5 torpilleurs en mer). Tous les navires marchands arrivent à destination le 5 janvier et à 17 de ce jour le groupe "Littorio", Carabiniere inclus, retourne à Tarente
Le 22 janvier, il fait partie - avec les croiseurs Attendolo, Duca degli Abruzzi et Montecuccoli et les destroyers Bersagliere, Fuciliere et Alpino - de la force de soutien rapproché de l'opération "T.18" (un convoi formé par le transport de troupes Victoria - parti de Tarente - et par les cargos Ravello, Monviso, Monginevro et Vettor Pisani - partis de Messine -, avec une cargaison de 15 000 tonnes de matériel, 97 chars, 271 véhicules, 1 467 hommes et l'escorte des destroyers Vivaldi, Malocello, da Noli, Aviere, Geniere et Camicia Nera et des torpilleurs Orsa et Castore). Le convoi arrive à Tripoli le 24, mais subit la perte du Victoria, coulé par deux torpillages,.
À la mi-février, le Carabiniere effectue une mission de recherche dans le bassin central de la Méditerranée, avec la IIIe division de croiseurs et le reste du XIIIe escadron de destroyers. À 13h45 du 16 février, alors qu'il revient à Tarente de cette mission, il est repéré par le sous-marin britannique HMS P36 qui l'attaque en lançant quelques torpilles: l'une d'entre elles touche le Carabiniere sur le côté tribord en enlevant sa proue. Cependant, le navire réussit à rester à flot et, pris en remorque d'abord par le vieux torpilleur Dezza puis par le remorqueur Instancabile, il peut arriver à Messine à 8h30 le 17 février,,.
À Messine, le Carabiniere est doté d'une proue à quai afin de pouvoir se déplacer de manière autonome vers un chantier naval approprié pour des réparations. Après avoir vérifié le succès de la mesure, le destroyer quitte Messine le 3 avril 1942 et arrive à Livourne, après une escale à Naples, le 11 avril. Le Carabiniere reçoit ensuite la proue d'une unité-sœur en construction à Livourne, le Carrista,. En plus des réparations majeures, le navire est également soumis à d'autres travaux qui voient l'embarquement de deux mitrailleuses de 20 mm, d'un radar Ec3/ter "Gufo" et de 2 mitrailleuses Breda 37/54 mm (ces dernières à la place du complexe de tubes lance-torpilles arrière).
Le 9 août 1943, il appareille de La Spezia avec les destroyers Gioberti et Mitragliere, escortant la VIIIe division (croiseurs légers Garibaldi et Duca d'Aosta) à destination de Gênes,,. À 18h24, la formation est repérée au large de Punta Mesco par le sous-marin britannique HMS Simoom (P225), qui lance quatre torpilles contre le Garibaldi. Ce dernier parvient à les éviter en manœuvrant, de même que le Carabiniere, tandis que le Gioberti est touché et coule brisé en deux,,. Il attaque le HMS Simoon avec des grenades sous-marines, l'endommageant.

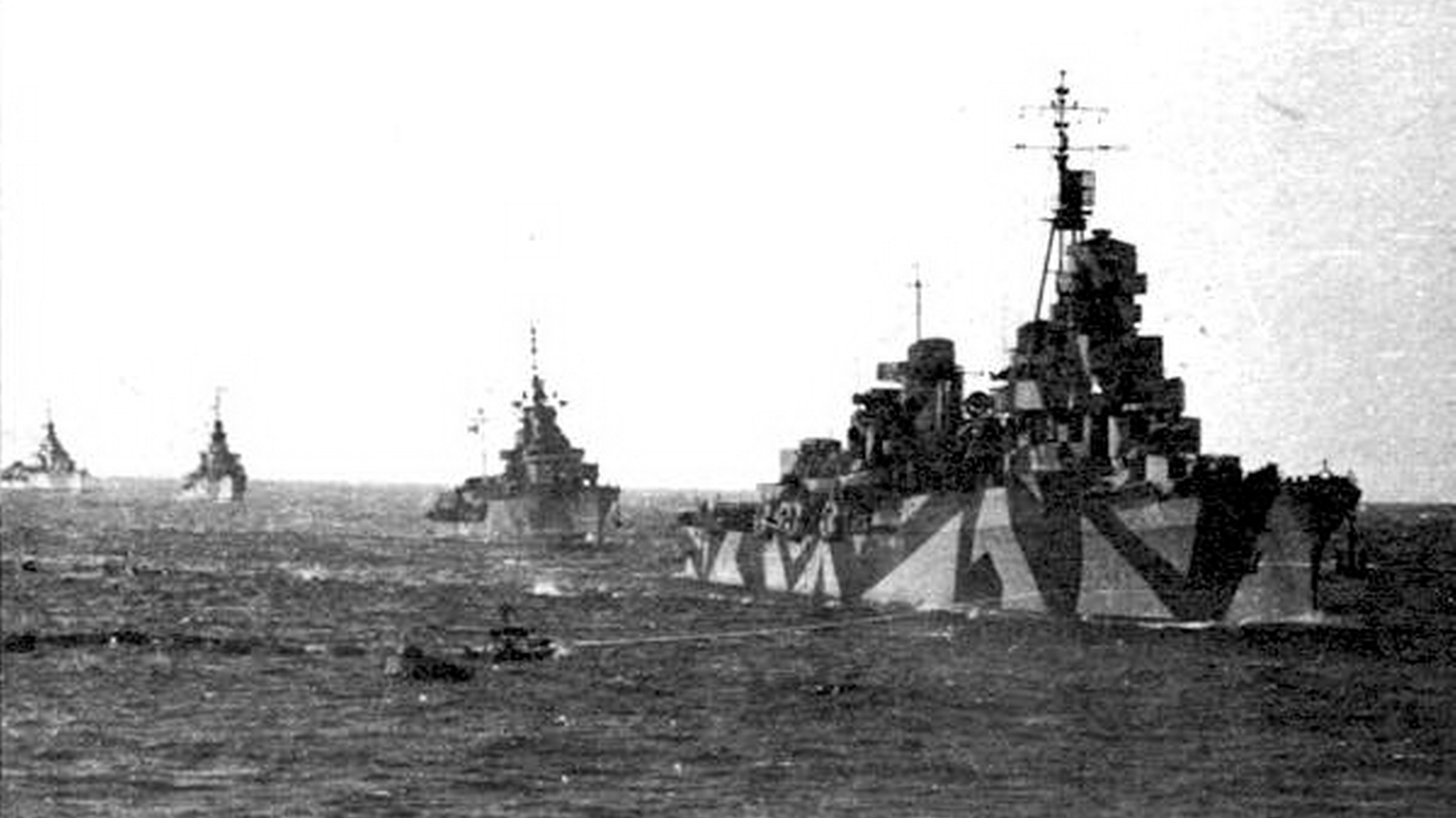
Les destroyers Regolo, Mitragliere, Fuciliere, Carabiniere en ligne lors de leur retour à Tarente le 23 janvier 1945. Le Carabiniere est le premier navire à gauche.

Lorsque l'armistice est proclamé le 8 septembre 1943 (Armistice de Cassibile), le navire quitte La Spezia avec le reste de l'escadre navale (cuirassés Italia, Vittorio Veneto et Roma, croiseurs légers Giuseppe Garibaldi, Attilio Regolo, Duca degli Abruzzi, Eugenio di Savoia, Duca d’Aosta, Montecuccoli, destroyers Artigliere, Mitragliere, Legionario, Fuciliere, Velite, Grecale, Oriani) pour se rendre aux Alliés à Malte,. À 15h15 le 9 septembre, cependant, la formation est attaquée par des bombardiers allemands Dornier Do 217. Le cuirassé Italia est d'abord légèrement endommagé (par une bombe tombée près de la coque), puis, à 15h42, le cuirassé Roma est atteint par une roquette qui, perçant tous les ponts, éclate sous la quille en provoquant de graves dégâts entre lesquels un trou dans la coque, des dégâts aux artilleries anti-aériennes et une salle des machines hors d'usage (avec réduction de la vitesse à 16 nœuds). Dix minutes plus tard le même navire est touché par une deuxième bombe en correspondance d'un dépôt de munitions. Dévasté par une déflagration colossale, le Roma chavire et coule, se brisant en deux, en 19 minutes, emportant 1 393 hommes avec lui. À 16h07 le XIIe escadron à laquelle appartenait le Carabiniere (commandée par le capitaine de frégate (capitano di fregata)Gian Maria Bongioanni) avec le Mitragliere et le Fuciliere, est envoyé pour sauver le navire en perdition. Les trois destroyers sauvent un total de 503 hommes, dont 112 sont secourus par le Carabiniere (119 autres sont secourus par le croiseur léger Attilio Regolo et par les torpilleurs Orsa, Pegaso et Impetuoso). Le Carabiniere et les autres unités font ensuite route vers Porto Mahon, dans les îles Baléares, où ils sont arrivés à 8h30, débarquant les survivants du RomaRoma.
Le 10 septembre 1943, les destroyers Mitragliere, Fuciliere, Carabiniere et Regolo sont internés dans le port de Porto Mahon, où ils restent jusqu'au 15 janvier 1945, date à laquelle ils peuvent prendre la mer pour retourner en Italie (le torpilleurOrsa connaît le même sort, tandis que les Pegaso et Impetuoso préfèrent se saborder). Après une escale à Alger, ils arrivent à Tarente le 21 janvier,,.
Pendant le conflit contre les Alliés, le Carabiniere  a participé à 161 missions (11 de reconnaissance et d'escorte, une de pose de mines, 6 de lutte anti-sous-marine, 2 de bombardement contre les côtes, 5 de transport, 42 d'escorte de convois, 42 de transfert, 34 d'entraînement et 18 d'autres types) couvrant au total 53 710 milles nautiques (99 470 km) et passant 375 jours en mission.
Après son retour en Italie, de janvier à mai 1945, le navire effectue six missions, trois d'entraînement et trois de transfert, couvrant 2 321 milles nautiques (4 298 km).
Par la suite, le navire reçoit l'ordre de se rendre à Colombo à Ceylan, quittant Tarente le 8 mai (après avoir subi quelques travaux, notamment le remplacement du radar italien "Gufo" par un modèle britannique "Type 291", ainsi qu'une peinture de camouflage égal à celui adopté par les navires britanniques) sous le commandement du capitaine de corvette (capitano di corvetta) Fabio Tani, qui a pris le commandement le 25 avril 1945, et arrivant à Colombo le 31 mai, après une navigation difficile (l'unité n'est en effet pas conçue pour naviguer en mer, et l'équipage n'a pas d'expérience en la matière), pour coopérer avec les Alliés dans les opérations contre le Japon, auquel l'Italie a déclaré la guerre le 15 juillet 1945.
Le Carabiniere (qui était basé à Trincomalee, sur la côte Est de Ceylan) est chargé d'escorter les navires britanniques (principalement des porte-avions) et de récupérer les équipages des avions écrasés. Il effectue 38 missions en trois mois d'activité, jusqu'au 4 août 1945. À la fin des hostilités, les soldats italiens se rendent au commandement à Ceylan pour faire leurs adieux aux alliés britanniques, dont ils ont gagné l'estime et le respect. L'amiral de la Royal Navy Sir Manley Laurence Power, commandant de la Eastern Fleet (flotte de l'Est), souhaitant souligner par une récompense le travail des Italiens, ne pouvant donner aux soldats italiens des décorations militaires, décide d'offrir au commandant Tani une montre en or avec 38 rubis, un pour chaque mission accomplie avec les Britanniques. Le commandant Tani refuse poliment le cadeau et demande en échange la libération de 38 prisonniers italiens, un pour chaque rubis,. Le commandant Tani rentre chez lui avec 38 hommes libérés des camps de prisonniers de Ceylan et qui lui sont confiés,.

### Commandement
Commandants
- Capitaine de frégate (capitano di fregata) Nicola Bedeschi (né à Ancône le 31 juillet 1900) (1939-1940)
- Capitaine de frégate (capitano di fregata) Alberto Battaglia (né à Poggio Mirteto le 25 avril 1900) (juin - octobre 1940)
- Capitaine de frégate (capitano di fregata) Mario Panzani (né à Livourne le 22 mars 1899) (octobre 1940 - mars 1941)
- Capitaine de frégate (capitano di fregata) Giacomo Sicco (né à Turin le 19 mars 1900) (mars 1941 - juin 1942)
- Capitaine de frégate (capitano di fregata) Gian Maria Bongioanni (né à Alcamo le 19 mars 1904) (1943)

### Service dans la Marina Militare (marine italienne)
Selon les clauses du traité de paix, les unités de la classe Soldati ont survécu à la Seconde Guerre mondiale et ont été intégrées à la Marina Militare Italiana (marine militaire italienne).

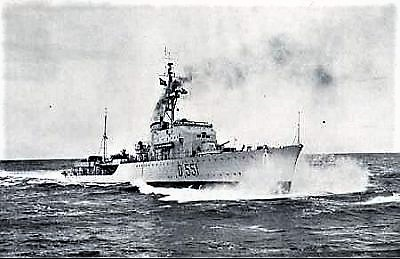
Carabiniere avec son identifiant D 551

À la suite de l'entrée de l'Italie dans l'OTAN en mars 1953, le navire reçoit un nouveau code d'identification optique (pennant number) sur sa coque D 551 à la place de l'ancien code d'identification CB qui le marquait jusqu'alors.
À partir du mois de février 1953, le navire est soumis à des travaux de carénage qui sont effectués à l'arsenal de Tarente et qui se terminent plus de deux ans plus tard, en avril 1955. À l'issue de ces travaux, l'aspect de l'unité est notablement modifié, avec l'allongement du château vers la poupe et le rehaussement correspondant du pavois, mais surtout pour la nouvelle structure qui comprenait la passerelle de commandement, la direction des tirs d'artillerie et le C.O.C. (Combat Operations Center). (Combat Operations Center) semblable au C.I.C. (Central Information Combat) des unités navales américaines, dans lequel convergeaient les informations provenant de tous les capteurs (radar, échogoniomètre...) du navire.
L'armement principal voit la suppression d'une des deux tours jumelles de 120/50 mm et est reconfiguré en trois canons de 120/50 mm dans deux installations blindées, une seule sur le château et une jumelle sur le rouf arrière, la suppression de tout l'armement anti-aérien remplacé par six mitrailleuses Bofors MK 1 de 40/56 mm dans trois complexes jumelés à l'arrière de la cheminée et sur le rouf en position centrale, tandis que l'armement anti-sous-marin se compose de deux lance-bombes mod. "M" à l'arrière du mât arrière et deux trémies arrière de type allemand de 4 charges de profondeur chacune.
En ce qui concerne l'électronique, le navire est équipé d'un échogoniomètre de type américain "QGB", d'un radar de navigation et de découverte de surface et d'un radar de découverte aéroporté de type "AN/SPS 6".
Dans sa nouvelle configuration, le navire mène des activités d'escadron jusqu'en 1958, date à laquelle il est mis en réserve, pour ensuite être réarmé en tant qu'unité pour tester de nouvelles armes et de nouveaux équipements au studio Mariperman de La Spezia.
À partir du 1er décembre 1960, le Carabiniere est à nouveau reclassé et utilisé comme "navire d'expérience", avec le nouveau code d'identification optique A 5314. En 1964, l'unité est mise en réserve et le soir du 14 janvier 1965, elle est désarmée et la dernière cérémonie de descente du drapeau a lieu sur les quais du port de La Spezia, amarrée entre les destroyers Intrepido et Impavido.
Pendant la période où il a été utilisé comme navire d'expérience, le canon OTO Melara de 76/62 mm type MMI a été longuement testé sur l'unité, qui sera installé pendant les années soixante sur les principales unités de l'escadron, comme les frégates de classe Bergamini et Alpino, les croiseurs lance-missiles de classe Doria et le croiseur porte-hélicoptères Vittorio Veneto, et serait remplacé la décennie suivante par le 76/62 Compatto avec l'entrée en service des destroyers de classe Audace.
Après son désarmement, le Carabiniere est utilisé comme cible pour les Incursori à Varignano jusqu'au début des années 1970, lorsqu'il est remplacé dans cette tâche par la frégate Altair (F 591). Lorsque la flottabilité est devenue précaire, le Carabiniere est transféré et amarré dans la zone du barrage de Varicella en attendant sa démolition. En mars 1978, il est vendu pour démolition à un chantier naval d'Ortona. Dès que le remorquage pour le transfert au chantier naval commence, à cause de la mer agitée et des nombreuses fuites qui s'étaient entre-temps ouvertes, il commence à prendre l'eau juste à l'extérieur du brise-lames de La Spezia. On essaie de le remorquer jusqu'à la côte, mais il bascule sur son côté tribord et coule sur un fond marin peu profond, restant cependant en grande partie à flot.
Après avoir été renfloué, dans les mois qui ont suivi le naufrage, l'épave du Carabiniere est démolie dans un chantier naval de La Spezia.

## Nom
Son nom, en l'honneur du corps des Carabinieri, est hérité d'un précédent destroyer lancé en 1909 et transmis d'abord à une frégate de la classe Alpino qui, entrée en service en 1968, a également été utilisée, à partir de 1993, comme son prédécesseur, dans la tâche de Nave Esperienza (navire d'expérience) et a fait sa dernière descente de drapeau à l'Arsenal de La Spezia le 19 novembre 2008, puis à l'actuelle frégate multirôle Carabiniere (F 593) livré à la Marina Militare le 28 avril 2015.